# Борщів (футбольний клуб)
Футбольний клуб «Борщів» — аматорська футбольна команда з міста Борщів Тернопільської області.

## Відомості
У 1964 році команда мала назву «Механізатор», у 1977 році — «Зірка», наприкінці 1980-х — «Цукровик», у 1990—1991 — «Збруч», у 1994—1997 р. — «ФК Прометей», у 2000—2001 році — «Імпекс», з 2004 року — ФК «Борщів».

## Досягнення
- Чемпіонат Тернопільської області
  -  Срібний призер: 1990, 1994, 1996.
  -  Бронзовий призер: 1995, 2014.

- Перша ліги Тернопільської області
  -  Чемпіон: 2020.
  -  Срібний призер: 2023.

- Кубок Тернопільської області
  -  Фіналіст: 1964, 1995, 2000, 2024.

- Учасник Чемпіонату України серед КФК 1991, 1 зона.

## Відомі тренери
- / Рассихін Борис Андрійович
- Коник Анатолій Михайлович

## Відомі гравці
- Гакман Іван
- Володимир Нікітін
- Борис Фінкель
- Ігор Вонс
- Спепан Матвійків
- Тарас Дурай
- Віталій Бадло
- Михайло Рябий
- Іван Петрук
- Коник Анатолій
- Салавор Володимир
- Юсипʼюк Іван
- Коломієць Віталій
- Думанюк Артур